# خلنووکا (استان اشوی‌داشکسیه)
خلنووکا (به لهستانی: Helenówka) یک منطقهٔ مسکونی در لهستان است که در گمینا ایمیلنو واقع شده‌است.